# René Mugica
René Mugica (Carhué, 8 de agosto de 1909-Buenos Aires, 3 de mayo de 1998) fue un actor y director de cine argentino. Formó parte del equipo inicial de Artistas Argentinos Asociados y trabajó como asistente de director antes de concretar en 1960 su primera película que fue El centroforward murió al amanecer que representó a la Argentina en el Festival Internacional de Cine de Cannes en 1961. Los críticos profesionales consideran que su mejor película fue Hombre de la esquina rosada (1962), la cual está basada en el cuento homónimo de Jorge Luis Borges.  
Realizó labor gremial como presidente de DAC (Directores Argentinos Cinematográficos) y al renunciar fue designado presidente honorario de la entidad. También director del Instituto Nacional de Cinematografía.

## Biografía

### Primeros años
René Mugica era hijo de Ernesto Pucciarelli y Emilia Mugica, nació en Carhué, una pequeña ciudad de la provincia de Buenos Aires ubicada junto a la Laguna Epecuén conocida por las aguas termales y por haber sido epicentro del poder del cacique Calfucurá, ubicada a 561 kilómetros de la ciudad de Buenos Aires. Al igual que sus hermanos, y por una decisión de sus padres motivada por su ideología anarquista, no fue anotado en el Registro Civil hasta 1918 en que falleció el padre, motivo por el cual recibió el apellido materno.

### Actividad artística
La madre de Mugica era actriz y utilizaba el apellido Rosales en su actividad. Cuando su familia se trasladó a La Plata, estudió en la Escuela de Arte Dramático del Instituto Provincial, dependiente del Teatro Argentino de La Plata e hizo varias presentaciones como actor teatral en ocasiones en que acompañó a su madre en giras. Al mismo tiempo trabajaba como inscriptor de títulos. En 1940 debutó en cine con un pequeño papel en la película La carga de los valientes, dirigida por Adelqui Millar en la cual también trabajaba Eva Duarte.
En 1942 pasó a formar parte del equipo de Artistas Argentinos Asociados y allí comenzó su carrera como asistente de dirección. Su primera labor, decía con orgullo, había sido la de apretar una palanca en un tablero. Actuó en La guerra gaucha, Su mejor alumno, Todo un hombre, Pampa bárbara y Donde mueren las palabras mientras comenzó a aprender como ayudante y asistente de dirección, trabajando junto a Lucas Demare y Carlos Rinaldi, los mecanismos del rodaje. 
En 1960, con la participación de un grupo de amigos, formó una cooperativa y realizó su primera película como director. Fue El centroforward murió al amanecer, una adaptación de la obra homónima de Agustín Cuzzani que representó a la Argentina en el Festival Internacional de Cine de Cannes en 1961. 
En 1965 filmó El reñidero, adaptado de la obra de Sergio De Cecco del mismo nombre, con Alfredo Alcón y Fina Basser, y fotografía de Ricardo Aronovich, sobre el mito de Electra. En ella, Mugica trasladaba las acciones a un pintoresco Buenos Aires de principios de siglo
Considerada por la critica como su mejor película Hombre de la esquina rosada fue filmada en 1962. Sobre el cuento del mismo nombre de Jorge Luis Borges que fue el primer cuento que Borges publicó. Le llegó a Mugica ya con un guion armado.  Hombre... es una suerte de vida y muerte del compadrito, que transcurre en apretadas veinticuatro horas de un 25 de mayo de 1910, al cumplirse el centenario de la Revolución. Y el propio Borges, cuya enfermedad ya le hacía perder detalles, pero no le impedía ver un filme, contó que de la película le gustaba el hecho de que en ella el movimiento fluya como en un wéstern. Que los personajes no se paren para que los retraten, como suele suceder a veces en el cine nacional.
Dirigió Bajo el signo de la patria en 1971, con Ignacio Quirós en el papel de Manuel Belgrano, que rodó en una época —inicio de los 70— en la que los filmes históricos se pusieron de moda. 
Fue presidente de DAC (Directores Argentinos Cinematográficos) en los 80, y a fines del 88, cuando renunció, fue designado presidente honorario por unanimidad y aclamación por sus pares, y su nombramiento, según una nota de la entidad, no fue un regalo de Fin de Año, ni una excusa para que dejase de cinchar junto al resto, que sigue necesitando el ejemplo de su conducta y rectitud.
Fue director del  Instituto Nacional de Cinematografía durante la presidencia de Menem pero se alejó en menos de tres meses por discrepancias. En una entrevista de mucho antes de que los canales produjeran filmes en la Argentina señaló que la televisión estaba totalmente desvinculada del cine y que había que seguir el ejemplo de otros países en donde se han dado cuenta de que tener una película para la exhibición en cine, luego para TV y posteriormente en video, le asegura a la producción una recuperación cierta de lo invertido.
Mugica también fue autor de obras sobre el cine (En el principio fue la imagen, publicado en 1989 y en el que defendía la autoría del realizador cinematográfico) y otras de ficción (Relatos del andarín y El quinto jinete).
Además publicó en El cine que no fue (1996) dos guiones que se mantenían inéditos, Y vieron que estaban desnudos y Donde haya Dios.
Era hermano y tío, respectivamente, de las actrices Alba Mujica y Bárbara Mujica. Falleció luego de una larga enfermedad y su voluntad fue que no lo velaran —ni siquiera en su casa de Lavalle al 1600, en pleno barrio del quehacer cinematográfico porteño—, que lo cremaran y que sus cenizas acompañaran a su mujer, Raquel. Tal como lo pidió, sus restos están juntos en el Panteón de Actores del cementerio de la Chacarita.
La Sala de Espectáculos de la Sociedad Italiana de Socorros Mutuos de la ciudad de Carhué —su ciudad natal— lleva por nombre 'René Mugica y Alba Mugica' en reconocimiento a la trayectoria de ambos hermanos.

## Filmografía

### Actor
- Del otro lado del puente (1953). Dir. Carlos Rinaldi.
- Nunca te diré adiós (1947). Dir. Lucas Demare.
- Donde mueren las palabras (1946). Dir. Hugo Fregonese.
- Pampa bárbara (1945). Dir. Lucas Demare.
- Su mejor alumno (1944). Dir. Lucas Demare.
- El  fin de la noche (1944). Dir. Alberto de Zavalía.
- El muerto falta a la cita (1944). Dir. Pierre Chenal.
- Fuego en la montaña (1943). Dir. Carlos Torres Ríos.
- Todo un hombre (1943). Dir. Pierre Chenal.
- La Guerra Gaucha (1942). Dir. Lucas Demare.
- ¡Gaucho! (1942). Dir. Leopoldo Torres Ríos.
- El cura gaucho (1941). Dir. Lucas Demare.
- La carga de los valientes (1940). Dir. Adelqui Millar.

### Director
- Bajo el signo de la patria (1971). Guion de Ismael Montaña.
- La buena vida (1966). Guion de Carlos Latorre.
- El reñidero (1965). Guion de Sergio De Cecco, René Mugica y Martín Rodríguez Mentasti según la obra de Sergio de Cecco.
- Viaje de una noche de verano (1965) (episodio Antón Pirulero). Guion de Rodolfo M. Taboada.
- El demonio en la sangre (1964). Guion de René Mugica sobre argumento de Roa Bastos y Tomás Eloy Martínez.
- El octavo infierno, cárcel de mujeres (1964). Guion de Ariel Cortazzo.
- La murga (1963). Guion de Rodolfo M. Taboada.
- Rata de puerto (1963). Guion de René Mugica e Isaac Aisenberg sobre argumento de Ariel Cortazzo.
- Hombre de la esquina rosada (1962). Guion de Joaquín Gómez Bas, Carlos Adén e Isaac Aisenberg según el cuento homónimo de Jorge Luis Borges.
- El centroforward murió al amanecer (1961). Guion de Agustín Cuzzani según su obra del mismo nombre.

### Asistente de director
- Del otro lado del puente (1953). Dir. Carlos Rinaldi.
- Vigilantes y ladrones (1952). Dir. Carlos Rinaldi.
- Fantasmas asustados (1951). Dir. Carlos Rinaldi.
- Edición Extra (1949). Dir. Luis José Moglia Barth.

## Premios y nominaciones
- Nominado a la Palma de Oro en el Festival Internacional de Cine de Cannes por El reñidero (1965).
- Nominado a la Palma de Oro en el Festival Internacional de Cine de Cannes por El centroforward murió al amanecer (1961).
- Premio a la mejor película en idioma castellano en el Festival Internacional de Cine de Mar del Plata por El demonio en la sangre (1964).
- Mención de honor y premio de la OCIC en el Festival Internacional de Cine de San Sebastián por El octavo infierno (1964).
- Mención de honor de la Asociación Argentina de Actores por su trayectoria (1997).
- Premio Leopoldo Torre Nilsson, de la Fundación Cinemateca Argentina por su trayectoria en el cine argentino durante 45 años, y por su permanente defensa de la libertad de expresión frente a la recesión cultural y a la ofensiva de la censura (1983).